# Offset
|  | Aquest article tracta sobre el concepte informàtic. Si cerqueu el sistema d'impressió litogràfica, vegeu «òfset». |

En informàtica, un offset dins d'un array o una altra estructura de dades és un enter que indica la distància (desplaçament) des de l'inici de l'objecte fins a un punt o element donat, sovint dins del mateix objecte. El concepte de distància és només vàlid si tots els elements de l'objecte són de la mateixa mida (típicament dades en bytes o paraules).
En enginyeria informàtica i programació de baix nivell (com el llenguatge assemblador), un offset normalment indica el nombre de posicions de memòria sumades a una adreça base per aconseguir una adreça absoluta específica. Amb aquest significat (que és l'original) d′offset, solament s'usa la unitat bàsica d'adreçament, normalment el byte de 8 bits, per especificar la grandària de l’offset. En aquest context es pot dir, de vegades, adreça relativa.